# Álbuns número um na Billboard 200 em 2016

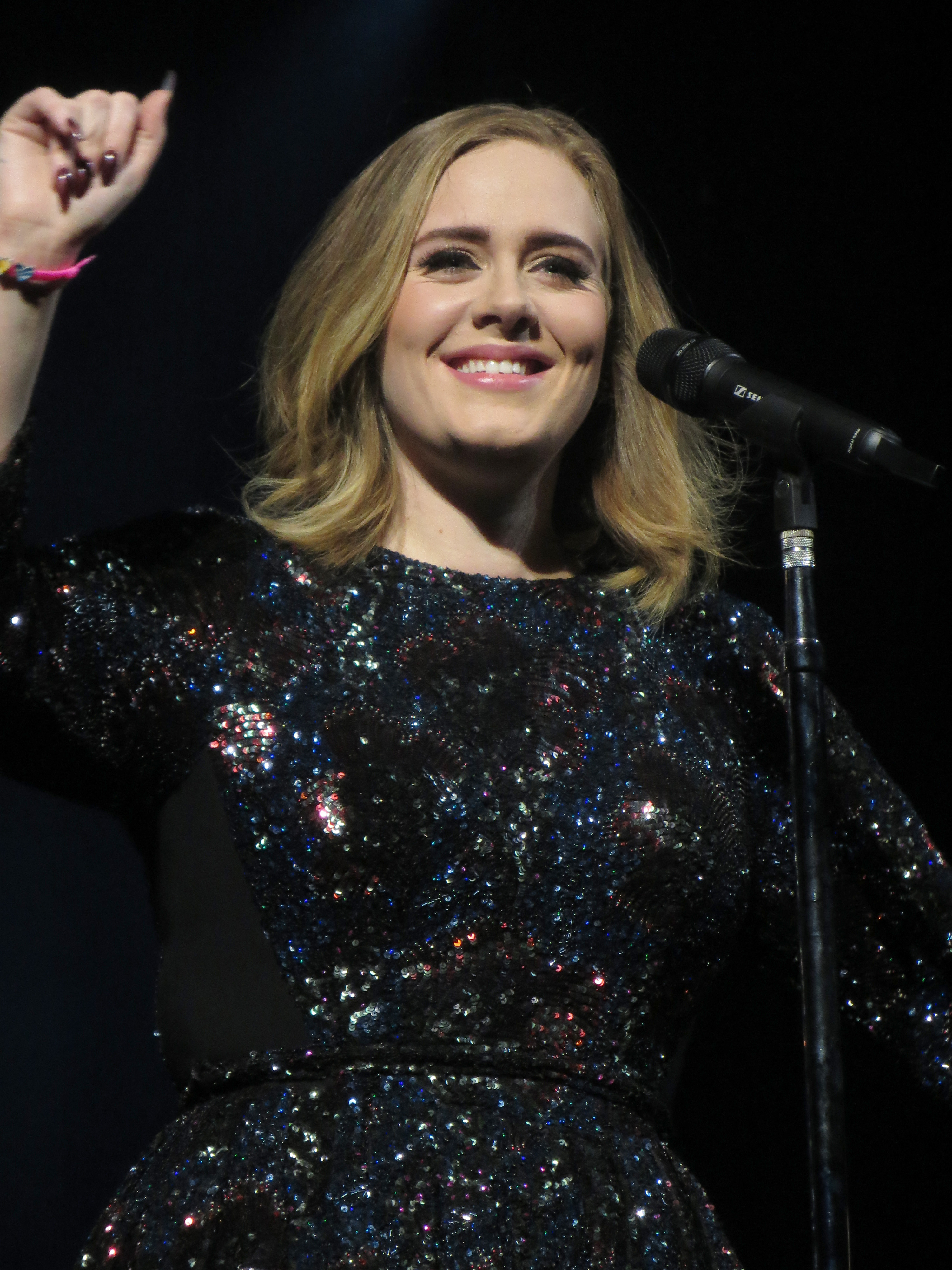
25, de Adele, teve o melhor desempenho durante o calendário de edição da revista, sendo a terceira vez que um disco da cantora britânica alcança a liderança da tabela anual.

A lista dos álbuns que alcançaram a primeira posição da Billboard 200 em 2016 foi realizada através de dados compilados pela Nielsen SoundScan, baseando-se nas vendas físicas, digitais e fluxo de média dos álbuns a cada semana nos Estados Unidos, e publicados pela revista Billboard. Durante o decorrer do ano, 33 foram os discos que atingiram o topo da tabela nas 52 edições da revista. 
O disco 25 de Adele foi o primeiro a atingir o topo da tabela musical com 825 mil cópias vendidas. Totalizando dez semanas, com três decorrentes no ano anterior, o álbum da cantora britânica esteve sete vezes na primeira posição da lista e foi o que mais vendeu durante o período de recolha de dados assinalado. Desta forma, a artista regista um recorde de três vezes com esta distinção, depois de 21 ter sido o trabalho com melhor vendas consecutivamente em 2010 e 2011. Contudo, foi Views, do rapper canadiano Drake, que mais tempo na liderança esteve; treze semanas não-consecutivas no total e um milhão e 40 mil unidades vendidas na semana de estreia. Por fim, com 492 mil unidades faturadas, foi 4 Your Eyez Only de J. Cole a encerrar o ciclo anual.
Ao longo de 2016, outros destaques vão para Prince, que após o seu falecimento em abril do período anual assinalado, tornou-se o primeiro ato em dez anos a ocupar a primeira e segunda posições da lista, com The Very Best of Prince e Purple Rain. Barbra Streisand obteve o seu 11.º álbum número um na tabela musical com Encore: Movie Partners Sing Broadway; os únicos artistas a exceder esta façanha são The Beatles, com 19, e Jay Z, com 13. A banda A Tribe Called Quest regressou à liderança da lista vinte anos após a sua última conquista com Beats, Rhymes and Life, em agosto de 1996. Pela primeira vez nas suas carreiras, Gwen Stefani, Zayn, DJ Khaled, Solange; e as bandas Panic! at the Disco, The 1975, The Lumineers e Kings of Leon alcançaram a primeira posição durante o decorrer do ano. Não foram somente os álbuns de estúdio a liderarem a tabela musical: a banda sonora do filme Suicide Squad, a coletânea das sessões de gravação de Kendrick Lamar, Untitled Unmastered, e o conjunto de grandes êxitos de Prince também atingiram o topo da lista.

## Histórico

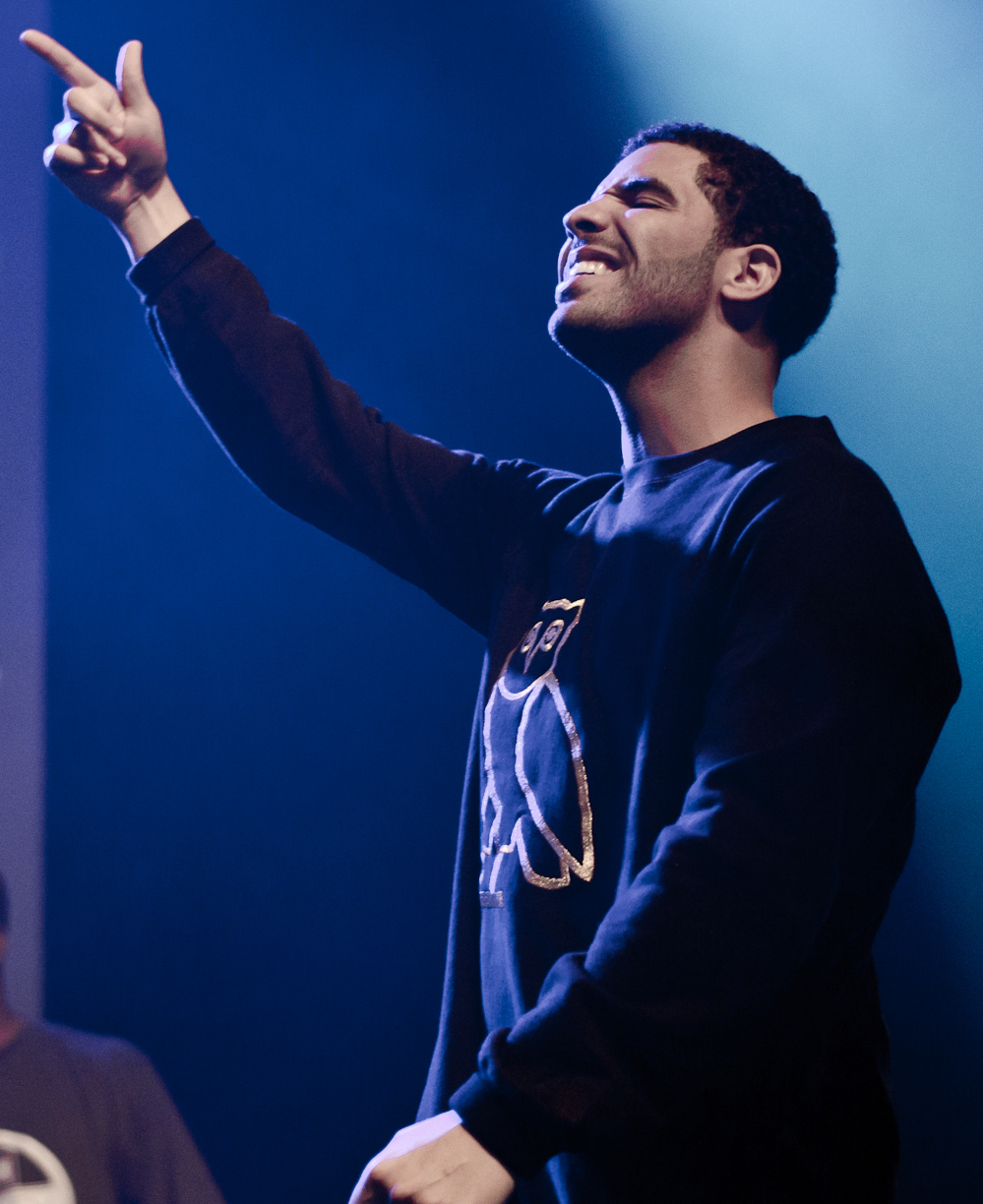
Views, de Drake (imagem), permaneceu no topo da lista num total de treze semanas não consecutivas, repetindo o sucedido de 2014 da banda sonora do filme Frozen.

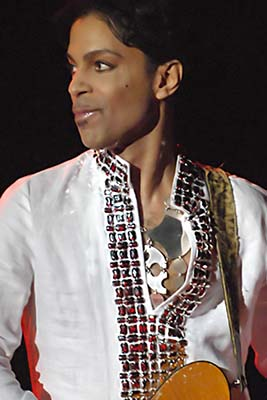
Após o seu falecimento, Prince conseguiu ocupar a primeira e segunda posições da tabela musical na mesma semana com The Very Best of Prince e Purple Rain, feito que não era alcançado há dez anos na história de recolha de dados.

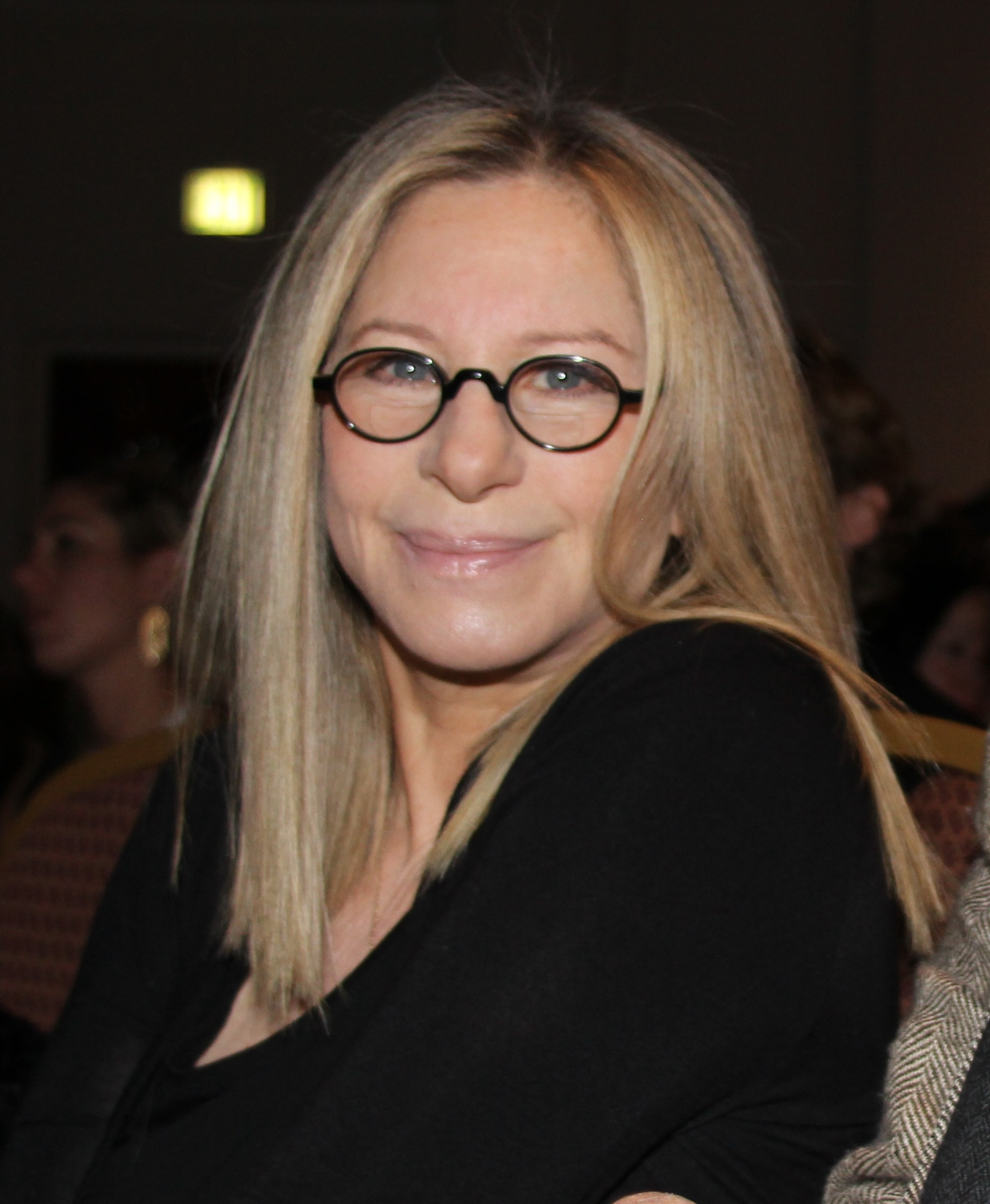
Barbra Streisand, com Encore: Movie Partners Sing Broadway, o seu 11.º disco a liderar a lista, tornou-se na terceira artista com mais registos a alcançar o recorde.

| † | Indica o álbum com melhor desempenho em 2016. |

| Data            | Álbum                                                                   | Artista(s)           | Vendas aproximadas | Referência(s) |
| --------------- | ----------------------------------------------------------------------- | -------------------- | ------------------ | ------------- |
| 2 de janeiro    | 25†                                                                     | Adele                | 825 mil            | [ 4 ]         |
| 9 de janeiro    | 25†                                                                     | Adele                | 1 milhão e 190 mil | [ 5 ]         |
| 16 de janeiro   | 25†                                                                     | Adele                | 363 mil            | [ 6 ]         |
| 23 de janeiro   | 25†                                                                     | Adele                | 194 mil            | [ 7 ]         |
| 30 de janeiro   | Blackstar                                                               | David Bowie          | 181 mil            | [ 8 ]         |
| 6 de fevereiro  | Death of a Bachelor                                                     | Panic! at the Disco  | 190 mil            | [ 9 ]         |
| 13 de fevereiro | 25†                                                                     | Adele                | 116 mil            | [ 10 ]        |
| 20 de fevereiro | Anti                                                                    | Rihanna              | 166 mil            | [ 11 ]        |
| 27 de fevereiro | Evol                                                                    | Future               | 134 mil            | [ 12 ]        |
| 5 de março      | 25†                                                                     | Adele                | 151 mil            | [ 13 ]        |
| 12 de março     | 25†                                                                     | Adele                | 100 mil            | [ 14 ]        |
| 19 de março     | I Like It When You Sleep, for You Are So Beautiful yet So Unaware of It | The 1975             | 108 mil            | [ 15 ]        |
| 26 de março     | Untitled Unmastered                                                     | Kendrick Lamar       | 178 mil            | [ 16 ]        |
| 2 de abril      | Anti                                                                    | Rihanna              | 54 mil             | [ 17 ]        |
| 9 de abril      | This Is What the Truth Feels Like                                       | Gwen Stefani         | 84 mil             | [ 18 ]        |
| 16 de abril     | Mind of Mine                                                            | Zayn                 | 157 mil            | [ 19 ]        |
| 23 de abril     | The Life of Pablo                                                       | Kanye West           | 94 mil             | [ 20 ]        |
| 30 de abril     | Cleopatra                                                               | The Lumineers        | 125 mil            | [ 21 ]        |
| 7 de maio       | The Very Best of Prince                                                 | Prince               | 179 mil            | [ 22 ]        |
| 14 de maio      | Lemonade                                                                | Beyoncé              | 653 mil            | [ 23 ]        |
| 21 de maio      | Views                                                                   | Drake                | 1 milhão e 40 mil  | [ 24 ]        |
| 28 de maio      | Views                                                                   | Drake                | 313 mil            | [ 25 ]        |
| 4 de junho      | Views                                                                   | Drake                | 239 mil            | [ 26 ]        |
| 11 de junho     | Views                                                                   | Drake                | 189 mil            | [ 27 ]        |
| 18 de junho     | Views                                                                   | Drake                | 152 mil            | [ 28 ]        |
| 25 de junho     | Views                                                                   | Drake                | 135 mil            | [ 29 ]        |
| 2 de julho      | Views                                                                   | Drake                | 121 mil            | [ 30 ]        |
| 9 de julho      | Views                                                                   | Drake                | 124 mil            | [ 31 ]        |
| 16 de julho     | Views                                                                   | Drake                | 111 mil            | [ 32 ]        |
| 23 de julho     | California                                                              | Blink-182            | 186 mil            | [ 33 ]        |
| 30 de julho     | Views                                                                   | Drake                | 92 mil             | [ 34 ]        |
| 6 de agosto     | Views                                                                   | Drake                | 89 mil             | [ 35 ]        |
| 13 de agosto    | Views                                                                   | Drake                | 85 mil             | [ 36 ]        |
| 20 de agosto    | Major Key                                                               | DJ Khaled            | 95 mil             | [ 37 ]        |
| 27 de agosto    | Suicide Squad: The Album                                                | Vários               | 182 mil            | [ 38 ]        |
| 3 de setembro   | Suicide Squad: The Album                                                | Vários               | 93 mil             | [ 39 ]        |
| 10 de setembro  | Blonde                                                                  | Frank Ocean          | 276 mil            | [ 40 ]        |
| 17 de setembro  | Encore: Movie Partners Sing Broadway                                    | Barbra Streisand     | 149 mil            | [ 41 ]        |
| 24 de setembro  | Birds in the Trap Sing McKnight                                         | Travis Scott         | 88 mil             | [ 42 ]        |
| 1 de outubro    | They Don't Know                                                         | Jason Aldean         | 138 mil            | [ 43 ]        |
| 8 de outubro    | Views                                                                   | Drake                | 53 mil             | [ 44 ]        |
| 15 de outubro   | Illuminate                                                              | Shawn Mendes         | 145 mil            | [ 45 ]        |
| 22 de outubro   | A Seat at the Table                                                     | Solange              | 72 mil             | [ 46 ]        |
| 29 de outubro   | Revolution Radio                                                        | Green Day            | 95 mil             | [ 47 ]        |
| 5 de novembro   | Walls                                                                   | Kings of Leon        | 77 mil             | [ 48 ]        |
| 12 de novembro  | Joanne                                                                  | Lady Gaga            | 201 mil            | [ 49 ]        |
| 19 de novembro  | Trap or Die 3                                                           | Jeezy                | 89 mil             | [ 50 ]        |
| 26 de novembro  | This House Is Not for Sale                                              | Bon Jovi             | 129 mil            | [ 51 ]        |
| 3 de dezembro   | We Got It from Here... Thank You 4 Your Service                         | A Tribe Called Quest | 135 mil            | [ 52 ]        |
| 10 de dezembro  | Hardwired... to Self-Destruct                                           | Metallica            | 291 mil            | [ 53 ]        |
| 17 de dezembro  | Starboy                                                                 | The Weeknd           | 348 mil            | [ 54 ]        |
| 24 de dezembro  | The Hamilton Mixtape                                                    | Vários               | 187 mil            | [ 55 ]        |
| 31 de dezembro  | 4 Your Eyez Only                                                        | J. Cole              | 492 mil            | [ 56 ]        |